# Ismael López Blanco
Ismael López Blanco (Pamplona, Navarra, 29 de gener de 1990) conegut esportivament com a Isma López, és un exfutbolista navarrès que jugava com a davanter.

## Trajectòria esportiva
La seva formació com a futbolista professional la va començar al Club Atlético Osasuna, jugant de cadet i sent considerat una de les majors promeses del planter, fins que el juny de 2005, tant Ismael com el seu company Javier Eraso, ambdós amb 14 anys, abandonen la disciplina vermella per ingressar al planter de l'Athletic Club a Lezama. Aquest "traspàs" va provocar que la directiva de l'Osasuna trenqués les relacions de forma oficial amb l'Athletic. Va passar per tots els equips de les categories inferiors de l'Athletic fins que va marxar al Reial Saragossa B. El juliol de 2011 va fitxar pel Club Deportivo Lugo, amb el qual va aconseguir ascendir a Segona Divisió. El dia 26 de juny de 2012 s'oficialitza la seva tornada a l'Athletic Club.
Va marcar un doblet el dia del seu debut, contribuint a una victòria a casa per 3–1 contra el NK Slaven Belupo a la tercera ronda de classificació de la Lliga Europa de la UEFA 2012–13, el 8 d'agost de 2012 (4–3 en el resultat agregat).
El juliol de 2013, López es va desvincular de l'Athletic i va signar per tres anys amb l'Sporting de Gijón. Durant la temporada 2014–15, fou reciclat a lateral esquerre pel tècnic Abelardo Fernández, i va jugar 25 partits en els quals va marcar cinc gols, i el seu equip va retornar a La Liga després de tres anys.
López va acabar contracte amb l'Sporting el 9 de juliol de 2018, i va marxar a l'estranger per primer cop en la seva carrera, en fitxar per l'AC Omonia hores després. El següent 29 de gener va retornar a la segona divisió espanyola, al CD Tenerife amb contracte per dos anys i mig.
L'1 de setembre de 2020, López fou transferit al FC Dinamo București de la Liga I romanesa. Va deixar l'equip al desembre, a causa d'impagaments.